# Corydalis hsiaowutaishanensis
Corydalis hsiaowutaishanensis là một loài thực vật có hoa trong họ Anh túc. Loài này được T.P.Wang mô tả khoa học đầu tiên năm 1934.